# Памятник битве за Британию
Памятник битве за Британию (англ. Battle of Britain Monument) — монумент работы британского скульптора Пола Дэя, созданный в 2005 году. Находится на набережной Виктории в Лондоне, Великобритания. Открыт Чарльзом, принцем Уэльским.

## История
Идея возведения памятника в память о людях, принимавших участие в битве за Британию во время Второй мировой войны, долгое время занимала мысли бывшего военного лётчика Билла Бонда, ещё в 1997 году основавшего «Историческое общество битвы за Британию». В феврале 2003 года Бонд наконец объявил о создании комитета по сбору средств, выбору скульптора и координации работ над проектом, назначив лорда Теббита его председателем. Покровителями комитета стали Уинстон Черчилль, Лен Дейтон, Уильям Хейг, Вера Линн, Ральф Робинс, Гай Уэстон, а среди спонсоров числились Эдинбургский университет, «Daily Mail», «Eurotunnel», «Rolls-Royce», «Vauxhall Motors», «Jaguar», «Vickers», «Imperial Tobacco», «Spink». Путём общественных пожертвований было собрано 1 миллион 650 тысяч фунтов стерлингов. Финансовую поддержку предоставило правительство Чехии, тогда как правительство Великобритании ничего подобного не предприняло.
Для создания памятника был выбран известный скульптор Пол Дэй. Во время работы он читал книги, смотрел фильмы и интервью ветеранов, на три месяца полностью погрузившись в атмосферу битвы и военного времени. В разработке дизайна памятника приняла участие архитектурная фирма «Donald Insall Associates». Первоначальные отливки работы Дэя выставлялись по всей стране, получив положительные отзывы ветеранов. Макет памятника был также представлен на церемонии в Букингемском дворце королеве Великобритании Елизавете II, проявившей большой интерес к проекту и обсудившей его детали с членами комитета. Место под монумент было выделено городским советом Вестминстера. Под переделку под памятник было выбрано сооружение, первоначально спроектированное как дымоотвод для паровозов Лондонского метрополитена, располагавшееся на набережной Виктории с видом на Темзу, рядом с мемориалом Королевских военно-воздушных сил и Вестминстерским мостом, Биг-Беном и зданием Парламента в Лондоне. Строительство началось в феврале 2005 года. Часть первоначального сооружения была демонтирована и разрезана в соответствии с проектом на предприятии в Корнуолле. Бронзовые части монумента были исполнены на литейном заводе «Morris Singer». Камень для оформления памятника был доставлен из карьера в Шотландии. Все бронзовые части монумента весом около 2 тонн были смонтированы в августе того же года.
Эти лётчики, конечно, были очень молоды, а многие — ещё моложе моих сыновей. По этой причине их жертвенность осознаётся мною всё более остро, и я надеюсь, что нынешнее поколение и будущие поколения будут вдохновляться этим памятником и, прежде всего, смогут задуматься о самопожертвовании этих мужественных людей.
18 сентября 2005 года, в День битвы за Британию и в год 65-летия со дня начала сражения, памятник был открыт Чарльзом, принцем Уэльским и Камиллой, герцогиней Корнуольской при участии государственного секретаря по вопросам обороны Великобритании Джона Рида и в присутствии 700 человек, в том числе 70 выживших летчиков, известных с подачи Уинстона Черчилля как «Немногие». Церемонии предшествовали ужин для ветеранов с участием Филиппа, герцога Эдинбургского, а также поминальная служба и возложение венков в Вестминстерском аббатстве.
Памятник был занесён в реестр военных мемориалов, ведущийся Имперским военным музеем. В 2007 году Бонд был возведён в звание члена ордена Британской империи «за заслуги в сохранении наследия» как основатель «Исторического общества битвы за Британию» (в 2017 году он скончался в возрасте 76 лет после короткой болезни).

## Композиция
Памятник представляет собой облицованное гранитом прямоугольное строение высотой в 2 метра и длиной в 25 метров, между двумя частями которого с некоторым наклоном пролегает дорожка с выложенным в её центре рондо ВВС из гранитной брусчатки. В центре круга вмонтирована табличка, на которой перечислены четыре самых крупных жертвователя средств на памятник.
На стенах двух частей памятника по направлению друг к другу расположены бронзовые панели с выпуклым скульптурным рельефом, на которых запечатлены эпизоды битвы за Британию — сцены из военной и гражданской жизни того времени в качестве демонстрации того, что битва велась не только в воздухе, но и на земле. Скульптуры исполнены на уровне прохожих глаз, чтобы те физически могли с ними взаимодействовать и чтобы битва не казалась каким-то далёким обезличенным событием. На первом «военном» фризе запечатлены отдыхающие после сражений лётчики-истребители; члены Королевского корпуса наблюдателей, следящие за воздушным боем; механики и такелажники, загружающие самолёты боеприпасами; взятая крупным планом голова пилота, сосредоточенного на ходе сражения, будучи показанным на фоне своего уходящего от погони самолёта и женщин за прокладочным столом; молодые лётчики с более опытными товарищами, рассказывающими свои истории. Центральный элемент памятника — скульптурная группа «Подъём по тревоге», состоящая из нескольких фигур лётчиков в натуральную величину, которые бегут к своим самолётам во время битвы, будто вылезая из стены на тротуар прямо на зрителя. На втором «гражданском» фризе — сборщики хмеля на плантациях Кента, наблюдающие за схваткой в небе; зенитчики, передающие друг другу снаряды; женщины, работающие на заводе; пилот Королевских ВВС, преследующий лётчика люфтваффе; собор Святого Павла в дыму после «блица»; поиски выживших среди руин; семья, разливающая чай в бомбоубежище Андерсона как символ непоколебимости британского духа.
На отдельной панели выбито краткое описание событий битвы за Британию. Рядом изображены гербы эскадрилий ВВС и эмблема Истребительного командования. Весь мемориал опоясан досками с именами 2936 лётчиков Великобритании и стран-союзников. На именных панелях различимы очертания самолётов «Bristol Beaufighter», «Bristol Blenheim», «Gloster Gladiator», «Boulton Paul Defiant» и «Hawker Hurricane». Внизу под рельефом увековечены слова Черчилля: «NEVER WAS SO MUCH OWED BY SO MANY TO SO FEW».
БИТВА ЗА БРИТАНИЮ
10 июля — 31 октября 1940
Война с нацистской Германией началась в сентябре 1939 года, и к июню 1940 года силы Гитлера оккупировали большую часть Западной Европы вместе с фашистскими режимами, управлявшими Италией и Испанией. Дальнейшее расширение Нацистского господства в Европе зависело от того, будет ли Британия нейтрализована в ходе вторжения, либо посредством капитуляции на германских условиях.
Поскольку Премьер-Министр Уинстон Черчилль поклялся, что Британия никогда не сдастся, Германское Высшее Командование инициировало операцию «Морской лев» по вторжению в Британию. Первейшей задачей было достижение полного контроля германских люфтваффе над небом Английского канала и Юго-Восточной Англии для предотвращения атак Королевского Военно-морского Флота и Королевских Военно-воздушных Сил на силы Германского вторжения, когда они выйдут в море.
10 июля 1940 года люфтваффе приступили к серии атак на порты и конвои в Английском канале. Располагая системой раннего предупреждения на радиолокационных станциях, Британцы держали оборону в воздухе при помощи Истребительного Командования КВВС под командованием Главного Маршала Авиации Хью Даунинга, с использованием воздушных заграждений и зенитных установок на земле. К началу Августа, когда силы Германского вторжения и десантные суда были собраны на Французском побережье, атаки намного усилились, а немецкие бомбардировщики и истребители сконцентрировались на аэродромах КВВС и авиационных заводах.
В жаркое лето 1940 года, летчики, многим из которых было меньше двадцати лет, поднимали по тревоге свои самолёты и выходили на перехват вражеских атак чаще, чем пять раз и в день, и в ночь. Подавлявшие противника своим количеством в воздушных боях, истощённые эскадрильи КВВС отправлялись на станции в другом конце Британии и заменялись новыми единицами, большую долю в которых часто составляли менее опытные пилоты.
К началу сентября становящаяся все более критической ситуация, особенно в 11-й Группе Вице-Маршала Авиации Кита Парка, привела к временному ослаблению давления на люфтваффе, обративших своё внимание на Лондон в последней попытке сломить Британскую волю к сопротивлению. Поворотный момент наступил 15 Сентября, когда в ходе двух значительных воздушных атак силы Гитлера понесли тяжелые потери, после чего он признал, что вторжение потерпит неудачу. Дневные и ночные атаки продолжались до Мая 1941 года, но основная часть сражения подошла к концу в октябре 1940 года. Эта неудача в овладении Британией в конечном итоге стоила Германии всей войны.
Из 2936 пилотов и членов лётных экипажей, принимавших в составе Истребительного командования КВВС участие в битве за Британию, 544 погибли, а ещё 795 не дожили до окончательной победы в 1945 году. Каждый шестой из них был родом из стран за пределами Соединенного Королевства и их имена выбиты на панелях, опоясывающих этот памятник и сгруппированных по месту происхождения летчиков. На панелях также есть знаки их эскадрилий.
Данный памятник возведён в знак почтения перед духом и жертвами тех, известных как «Немногие», и тех, кто их поддерживал.
Оригинальный текст (англ.)THE BATTLE OF BRITAIN
10 July — 31 October 1940
War with Nazi Germany began in September 1939 and by June 1940 Hitler's forces had occupied most of Western Europe, with Fascist regimes also ruling in Italy and Spain. Further expansion of Nazi domination in Europe depended on British being neutralized by either invasion or surrender under German terms.
As Prime Minister Winston Churchill vowed that Britain would never surrender, the German High Command commenced 'Operation Sealion', the invasion of Britain. The first priority was for Germany's Luftwaffe to gain control of the skies above the English Channel and South East England to prevent the Royal Navy and Royal Air Force attacking the German invasion forces while they were at sea.
On 10th July 1940 the Luftwaffe started series of attacks on ports and convoys in the English Channel. Using advanced warning from radar stations, Britain was defended in the air by RAF Fighter Command under Air Marshal Chief Hugh Dowding, with backup from balloon barrages and anti-aircraft gun installations on the ground. By early August, with German invasion forces and landing craft being assembled on the French coast, the attacks became much heavier with German bombers and fighters concentrating on RAF airfields and aircraft factories.
During in hot summer of 1940, pilots, many under twenty years of age, would 'scramble' for their aircraft to intercept enemy raids as often as five times a day and into the night. Outnumbered in air battles, exhausted RAF squadrons were rotated to stations elsewhere in Britain and replaced by fresh units, often containing a high proportion of less experienced pilots.
By early September the increasingly critical situation, especially in Air Vice Marshall Keith Park's 11 Group, was relieved temporarily by the Luftwaffe turning its attention to London in a final attempt to break the British will to resist. The turning point came on 15th September when two huge air attacks were repulsed with heavy losses leading Hitler to concede that an invasion would fail. Day and night attacks continued through to May 1940 but the main assault had ended by late October 1940, This failure to subdue Britain would ultimately cost Germany the war.
Of the 2936 pilots and aircrew who fought in RAF Fighter Command in the Battle of Britain, 544 lost their lives and a further 795 did not live to see the final victory in 1945. One in six were from countries outside the United Kingdom and on the plagues surrounding this monument, their names have been grouped according to the airmen's country of origin. The plagues also feature the badges of their Squadrons.

It is honour of the spirit and sacrifice of those immortalized as 'The Few' and those supporting them that this monument has been erected.

## Комментарии
1. ↑  Имя Джимми Сэвила было удалено оттуда после посмертного обнародования в 2013 году фактов о его педофильских наклонностях[28][29].